# Anabarilius alburnops
Anabarilius alburnops är en fiskart som först beskrevs av Regan, 1914.  Anabarilius alburnops ingår i släktet Anabarilius och familjen karpfiskar. IUCN kategoriserar arten globalt som starkt hotad. Inga underarter finns listade i Catalogue of Life.